# Streckbröstad taggstjärt
Streckbröstad taggstjärt (Synallaxis cinnamomea) är en fågel i familjen ugnfåglar inom ordningen tättingar.

## Utseende och läte
Streckbröstad taggstjärt är en distinkt taggstjärt med mörkbrun kropp och roströda vingar. Strupen är vitaktig och på bröstet syns mörka längsgående streck som gett arten dess namn. Olika populationer skiljer sig något i mängden streckning på bröstet och närvaro eller frånvaro av ett beigefärgat ögonbrynsstreck. Bland lätena hörs gnissliga och nasala "peet-purr!".

## Utbredning och systematik
Streckbröstad taggstjärt delas in i sju underarter med följande utbredning:
- Synallaxis cinnamomea cinnamomea – förekommer i östra Anderna i Colombia och  nordvästra Venezuela (Sierra de Perija)
- Synallaxis cinnamomea carri – förekommer på Trinidad
- Synallaxis cinnamomea terrestris – förekommer på Tobago
- Synallaxis cinnamomea aveledoi – förekommer i västra Venezuela (Falcón, Lara och norra Táchira)
- Synallaxis cinnamomea bolivari – förekommer i kustnära bergen i norra Venezuela
- Synallaxis cinnamomea striatipectus – förekommer i bergen i nordöstra Venezuela (Sucre, Anzoátegui och Monagas)
- Synallaxis cinnamomea pariae – förekommer i subtropiska bergen i nordöstra Venezuela (Pariahalvön)

## Levnadssätt
Streckbröstad taggstjärt hittas i undervegetation i skogar, skogsbryn och buskigare skogslandskap från havsnivån till cirka 1500 meters höjd. Liksom andra taggstjärtar är den tillbakadragen och svår att få syn på.

## Status
Arten har ett stort utbredningsområde och beståndet anses stabilt. Internationella naturvårdsunionen IUCN listar den därför som livskraftig (LC).